# 노르베르트 슈바르츠
노르베르트 슈바르츠(Norbert Schwarz)는 University of Southern California의 심리학과 및 USC Marshall School of Business 의 교수이자 USC Dornsife Mind and Society Center의 공동 소장이다.
1980년 독일 만하임 대학에서 사회학 박사 학위를, 1986년 독일 하이델베르그 대학에서 심리학을 전공했다. 그는 1981년부터 1992년까지 하이델베르그 대학에서 가르쳤고 학제 간 사회 과학 연구 센터인 ZUMA(현재는 GESIS )의 과학 이사로 재직했다(1987-1992년). 1993년부터 2013년까지 그는 앤아버 의 미시간 대학교에서 사회 심리학 프로그램의 Charles Horton Cooley 대학 심리학 교수, Ross School of Business 의 마케팅 교수, 프로그램 연구 교수로 임명되었다. 조사 방법론 박사 및 사회 연구소 연구 교수 . 그는 행동 과학 고급 연구 센터 (2000/01; 2009/10)의 펠로우였으며 유럽(예: 독일 뷔르츠부르크 대학교 ) 및 아시아(예: 홍콩 과학 대학교)의 대학에서 방문 직위를 역임했다. 및 기술 ).
서지 분석 은 1997-2017년 Scopus 데이터베이스에서 모든 과학 분야에서 가장 자주 인용되는 과학자 0.1%에 그를 포함시켰다. 그의 작업의 핵심 주제는 사람들이 자기 보고를 통해 안정적으로 측정할 수 있는 안정적이고 일관성 있고 쉽게 접근할 수 있는 태도를 갖고 있지 않다는 것이다. 오히려 그 자리에서 의견이 형성되고 최근의 상황적 요인들이 판단에 불균형한 영향을 미치게 된다. 이러한 영향에는 감정(예: 기분, 감정 및 메타인지적 경험 ), 질문에 내포된 의미에 대한 추론, 감정과 생각이 판단 대상 또는 비교 대상의 표현을 형성하는 데 사용되는지 여부가 포함된다.
슈바르츠는 감정의 인지적 결과에 대한 가장 영향력 있는 설명 중 하나인 "정보로서의 감정" 가설을 제안했다. 이 관점에 따르면 사람들은 대상에 대해 판단할 때 판단 대상에 대한 진단 정보로 자신의 감정에 의존한다. 이것은 일반적으로 정확한 응답을 생성하지만 사람들은 때때로 이 정보의 출처에 대해 실수를 한다. 이 가설은 사람들이 기분이 좋지 않을 때보다 기분이 좋을 때 다양한 대상을 더 긍정적으로 평가하는 경향이 있는 기분 효과에 의해 잘 입증된다. 예를 들어, 사람들은 비오는 날 기분이 좋지 않을 때보다 맑은 날 기분이 좋을 때 삶의 만족도가 더 높다고 보고한다. 그러나 면접관이 삶의 만족도 질문을 하기 전에 날씨를 언급한다면 사람들은 현재의 기분을 삶의 만족도보다는 날씨에 기인한다고 정확하게 귀인하기 때문에 이러한 기분 효과는 사라진다.
정보로서의 감정의 관점에서 본 다른 연구에서 슈바르츠는 정보를 회상하거나 처리할 때의 편안함이나 어려움과 같은 초인지적 경험이 판단에 중요한 영향을 미칠 수 있다고 제안한다. 즉, 사람들은 정보 처리의 용이함 또는 어려움에 대한 주관적인 느낌에 대한 이러한 해석에 따라 판단을 내리는 경향이 있다. 그러한 감정은 판단과 무관한 다양한 출처에서 올 수 있다. 예를 들어, 노력의 느낌은 과제의 요구(몇 가지 대 많은 예를 제시하려고 시도함), 처리 유창성(높거나 낮은 그림 대비 대비, 쉬운 것과 어려운 것 -글꼴 읽기) 및 운동 운동(눈썹 수축). 이러한 조작에 의해 생성되는 노력하는 감정은 진실, 빈도, 위험 및 아름다움에 대한 판단에 영향을 줄 수 있다. 처리하기 쉬운 자극은 더 정확하고, 더 가능성이 있고, 덜 위험하고, 더 아름다운 것으로 간주된다.
슈바르츠는 설문조사 응답의 기초가 되는 인지 과정에 대한 연구로도 유명하다. 이 작업은 일반적으로 설문 조사 인터뷰 컨텍스트를 연구자와 응답자 간의 대화로 취급한다. 이 논리에 따르면, 설문조사는 언어철학자인 폴 그라이스가 제시한 협동 원리에 의해 지배된다. 간단히 말해서, 협력 원칙은 사람들이 필요한 만큼(그러나 그 이상은 아님) 명확하고 진실되게 의사 소통을 시도하고 관련 정보만 제공한다고 말한다. 슈바르츠의 관점에서 응답자는 설문조사에 응답할 때 그라이스의 대화격률(질, 양, 관계 및 매너)을 따를 뿐만 아니라 면접관이 묻는 질문이 동일한 원칙에 따라 안내된다고 가정한다.
범주화 및 정신적 구성에 대한 슈바르츠의 작업은 사회적 판단에서 대조 및 동화 효과 의 출현을 설명하는 포함/배제 모델의 개발로 이어졌다. 대조 효과는 원자가 정보에 대한 노출이 원자가 정보와 일치하지 않는 방식으로 판단에 영향을 미칠 때 발생한다. 동화 효과는 원자가 정보에 대한 노출이 원자가 정보와 일치하는 방식으로 판단에 영향을 미칠 때 발생한다. 포함/제외 모델의 핵심 통찰력은 판단 대상을 평가할 때 대상 자체와 평가 대상이 되는 표준을 모두 염두에 두어야 한다는 것이다. 가치가 있는 정보가 대조를 생성하는지 동화를 생성하는지 여부는 그것이 대상 내에 포함되는지(동화) 또는 비교 대상이 되는 표준(대조)에 포함되는지에 달려 있다.